# Neyrazh-e Soflá
Neyrazh-e Soflá (persiska: نيرژ سفلی) är en ort i Iran.   Den ligger i provinsen Kermanshah, i den västra delen av landet, 500 km väster om huvudstaden Teheran. Neyrazh-e Soflá ligger 1 466 meter över havet och antalet invånare är 247.
Terrängen runt Neyrazh-e Soflá är kuperad. Runt Neyrazh-e Soflá är det ganska tätbefolkat, med 60 invånare per kvadratkilometer. Närmaste större samhälle är Dūshmīān, 11,0 km sydväst om Neyrazh-e Soflá. Omgivningarna runt Neyrazh-e Soflá är i huvudsak ett öppet busklandskap.